# Algemene wet gelijke behandeling
De Algemene wet gelijke behandeling (AWGB) is een Nederlandse wet die op 1 september 1994 in werking is getreden. De AWGB is een nadere uitwerking van Artikel 1 van de Nederlandse Grondwet, luidende allen die zich in Nederland bevinden, worden in gelijke gevallen gelijk behandeld. Discriminatie wegens godsdienst, levensovertuiging, politieke gezindheid, ras, geslacht of op welke grond dan ook, is niet toegestaan. 
De AWGB verbiedt dat in het maatschappelijk verkeer onderscheid wordt gemaakt op grond van godsdienst, levensovertuiging, politieke gezindheid, ras, geslacht, nationaliteit, hetero- of homoseksuele gerichtheid of burgerlijke staat. De wet schrijft gelijke behandeling voor als het gaat om het aanbieden van werk, huisvesting, goederen en diensten - bij goederen en diensten gaat het om zaken als koop en verkoop, gezondheids- en welzijnszorg, onderwijs, maatschappelijke dienstverlening en recreatie. De wet laat wel ruimte voor positieve actie, er mag onderscheid gemaakt worden naar bijvoorbeeld nationaliteit of geslacht als het de bedoeling is om ongelijkheid tussen groepen te verminderen of op te heffen, dat komt vooral bij werk voor.

## Uitzonderingen
Voor sommige instellingen geldt een uitzonderingspositie, uitzonderingen gelden voor: 
- Instellingen op godsdienstige en levensbeschouwelijke grondslag

Deze instellingen mogen van hun werknemers verlangen dat ze de godsdienstige of levensbeschouwelijke grondslag delen.
- Instellingen op politieke grondslag

Deze instellingen mogen eisen stellen aan de politieke voorkeur van hun medewerkers. 
- Bijzonder onderwijs

Bij onderwijs op godsdienstige of levensbeschouwelijke grondslag mag de school eisen stellen aan de godsdienstige overtuiging of de levensbeschouwing van leraren en leerlingen.
Volgens de wet mogen bovengenoemde instellingen alleen onderscheid maken als dat nodig is gezien het doel van de instelling. De eisen mogen in ieder geval niet leiden tot onderscheid op grond van ras, geslacht, nationaliteit, hetero- of homoseksuele gerichtheid of burgerlijke staat. Een behoudend christelijke school mag dus geen onderscheid maken op basis van seksuele geaardheid, de schoolleiding kan zijn medewerkers wel vragen om de visie van de school uit te dragen, ook buiten de school. Kan een leraar of lerares die visie niet (meer) uitdragen, dan kan het schoolbestuur oordelen dat hij of zij ongeschikt is voor een functie op die school. Wat voor leraren geldt, geldt ook voor leerlingen aan bijzondere scholen. 
De AWGB geldt niet voor werkverhoudingen met een privékarakter, iemand die thuis verzorging inhuurt mag zelf bepalen of hij of zij daar bijvoorbeeld een vrouw of een man voor inhuurt, de wet bemoeit zich niet met de privésfeer. Ditzelfde privékarakter is van toepassing als iemand een kamer of etage in zijn eigen huis verhuurt. Als een alleenstaande vrouw een kamer in haar eigen huis verhuurt, dan mag ze eisen stellen aan de huurder. Ze mag bijvoorbeeld de voorkeur geven aan een vrouw, de huurder maakt tenslotte gebruik van de woning van de verhuurster. Gaat het om een te verhuren woning of etage buiten het huis van de verhuurder, dan mag er geen onderscheid gemaakt worden. 
De AWGB laat een beroep op de rechter toe, daarnaast kan er een beroep worden gedaan op het College voor de Rechten van de Mens (CRM). Dit college van onafhankelijke deskundigen onderzoekt klachten en doet vervolgens uitspraak, die uitspraken zijn niet bindend maar de rechter hecht er wel grote waarde aan. Voor het CRM kan iemand zelf procederen. Men kan een advocaat in de arm nemen, maar verplicht is dat niet. Daarnaast kan het CRM ook op eigen initiatief een onderzoek instellen.

## Gehandicapten en chronisch zieken
Het is lang de wens geweest om ook discriminatie op basis van handicap en chronische ziekte in de AWGB op te nemen, maar dit is niet gebeurd. In plaats daarvan is er een aparte wet tot stand gekomen speciaal gericht op deze groep: de Wet gelijke behandeling op grond van handicap of chronische ziekte (WGBH/CZ), deze wet is op 1 december 2003 in werking getreden. Het College voor de Rechten van de Mens oordeelt ook over deze wet. 

## Leeftijd
Ook het niet tegengaan van leeftijdsdiscriminatie werd lang als omissie gezien, maar toch is dit criterium uiteindelijk niet in de AWGB terechtgekomen. Op 1 mei 2004 is wel de Wet gelijke behandeling op grond van leeftijd bij de arbeid (WGBL) in werking getreden. Deze wet verbiedt het maken van onderscheid naar leeftijd bij werk en scholing. Ook over deze wet oordeelt het College voor de Rechten van de Mens.

## Geslacht
Er is naast de AWGB ook nog de aparte Wet van 1 maart 1980, houdende aanpassing van de Nederlandse wetgeving aan de richtlijn van de Raad van de Europese Gemeenschappen van 9 februari 1976 inzake de gelijke behandeling van mannen en vrouwen (Wet gelijke behandeling van mannen en vrouwen, WGB).
Deze wet bepaalt dat een werkgever niet mag discrimineren bij het aangaan van een arbeidsovereenkomst, bij de arbeidsvoorwaarden, arbeidsomstandigheden, de bevordering en het ontslag.
Op 1 november 2019 is ingegaan de initiatiefwet Wet van 30 augustus 2019 tot wijziging van de Algemene wet gelijke behandeling ter nadere invulling van het verbod om ongeoorloofd onderscheid te maken op grond van geslacht (Wet verduidelijking rechtspositie transgender personen en intersekse personen), met de toevoeging in de AWGB dat onder onderscheid op grond van geslacht mede wordt verstaan onderscheid op grond van geslachtskenmerken, genderidentiteit en genderexpressie, en met vervanging van "leerlingen van beide geslachten" door: "alle leerlingen, ongeacht hun geslacht".

## Seksuele gerichtheid
In juli 2019 liet minister Ollongren van Binnenlandse Zaken en Koninkrijksrelaties weten voornemens te zijn een voorstel tot wetswijziging te doen om de termen "hetero- of homoseksuele gerichtheid" die nu in de AWGB gebruikt worden, te vervangen door "seksuele gerichtheid". Uit de papers die ter advisering aan de minister werden voorgelegd blijkt de term 'seksuele gerichtheid' zowel binnen als buiten Nederland gangbaarder te zijn dan 'hetero- of homoseksuele gerichtheid' om de verschillende seksuele gerichtheden - naast hetero- en homoseksuele gerichtheid ook de biseksuele of aseksuele gerichtheid - te omvatten. 
Punt van aandacht van de geactualiseerde terminologie is dat zogenaamde ‘overinclusie’ moet worden voorkomen. Dit ziet met name op seksuele gerichtheden die, als daaraan in de praktijk uitvoering wordt gegeven, op grond van de huidige wetgeving strafbaar zijn. Daarbij kan worden gedacht aan pedoseksualiteit of een seksuele gerichtheid op dieren.

## Caribisch Nederland
De ministerraad heeft op 26 april 2024 besloten, de wet ook van toepassing te maken op Bonaire, Sint Eustatius en Saba, de bijzondere gemeentes van Nederland. De wetswijziging zal in 2025 in werking treden.